# EX DOLL
EX DOLL（イーエックスドール、中：大连蒂艾斯科技发展股份有限公司）は、中華人民共和国遼寧省大連市金埔新区にあるラブドール製造会社。

## 概要
代表の楊が2000年から日本へ留学しており、2005年から中国本土在住者向けに日本製品を代理購入するビジネスを行う。
2007年から代理購入でオリエント工業のラブドールが人気だった事から、2009年から2年ほど研究開発し、2011年に第1号を商業ベースに乗せ、2013年にラブドールの製造に転換